# Awad al-Bandar
Awad Hamed al-Bandar (2 januari 1945 - Bagdad, 15 januari 2007) (Arabisch: عواد حامد البندر) was de opperrechter in Irak tijdens de regeerperiode van Saddam Hoessein. 
Hij gaf de goedkeuring voor het doden van 143 mannen uit Dujail, na een mislukte moordaanslag op Saddam. Hiervoor werd hij, na de val van Saddam, opgepakt en er werd een rechtszaak tegen hem en een aantal medeverdachten, waaronder Saddam zelf, aangespannen. 
Op 5 november 2006 werd Awad al-Bandar ter dood veroordeeld voor zijn aandeel in het doden van de mannen. Op 15 januari 2007 is dit vonnis ten uitvoer gebracht. 